# The Logical Song
"The Logical Song" (em português:  A canção lógica) é uma canção da banda britânica Supertramp escrita e interpretada por Roger Hodgson, lançada como primeiro single do álbum Breakfast in America em 1979. É uma das canções mais conhecidas da banda.

## Composição
A canção utiliza teclados e castanholas, e sua parte instrumental tem forte influência nos Beatles. Assim como em outras canções do álbum, o piano elétrico da marca Wurlitzer fornece a sonoridade característica da música. Entre os efeitos sonoros contemporâneos na canção estão o som de "placagem" de um jogo digital de futebol americano da Mattel e da bolha "Pop-o-matic" do jogo de tabuleiro Trouble, ambos populares na época em que a canção foi lançada.

## Letra
A letra da canção é um relato de perda da inocência e do idealismo, com Hodgson condenando um sistema educacional que não é centrado no conhecimento nem na sensibilidade.
Na ordem, a canção conta a história de um homem que é retirado do ambiente intocável da infância e colocado na escola. Lá, é preparado para um futuro desprovido de qualquer espontaneidade em suas ações e é constrangido em relação à sua liberdade de expressão, sendo advertido que é melhor "observar o que diz ou será chamado de radical, liberal, fanático, criminoso". Por fim, torna-se, sob pressão, um conformista e acaba confuso quanto a si mesmo, sem uma autoimagem coerente.

## Recepção
"The Logical Song" foi um sucesso assim que lançado como single, atingindo a sétima posição na UK Singles Chart e a sexta na Billboard Hot 100. Ao todo, a canção permaneceu por três meses na Billboard Hot 100 no verão de 1979. No Canadá, ficou na primeira posição na parada da revista RPM por duas semanas. No Brasil, foi a 26ª canção mais tocada nas rádios em 1979.
A recepção crítica da canção também foi favorável, com a All Music Guide chamando-a de "um conto atemporal e tocante sobre a condição humana". A Rolling Stone a chamou de "pequena obra-prima", elogiando o "sax quente" e o "oblíquo humor" de Hodgson. A revista também traçou um paralelo entre Hodgson e Ray Davies do The Kinks.

### Posição nas paradas
| Parada (1979)                        | Maior Posição |
| ------------------------------------ | ------------- |
| (Kent Music Report)                  | 16            |
| (Ö3 Austria Top 40)                  | 14            |
| (Ultratop 50 Flanders)               | 19            |
| [ 6 ]                                | 9             |
| (RPM)                                | 1             |
| (SNEP)                               | 2             |
| (Official German Charts)             | 12            |
| (IRMA)                               | 6             |
| (AFI)                                | 14            |
| (Single Top 100)                     | 13            |
| (Recorded Music NZ)                  | 13            |
| (Música & Som)                       | 8             |
| (AFE)                                | 12            |
| UK Singles (Official Charts Company) | 7             |
| US Billboard Hot 100                 | 6             |
| US Cash Box Top 100                  | 4             |

| Local          | Certificação | Vendagem |
| -------------- | ------------ | -------- |
| (Music Canada) | Platina      | 150,000^ |
| (SNEP)         | ouro         | 677,000  |

## Ficha técnica
- Roger Hodgson – voz principal e backing vocal, piano elétrico Wurlitzer, guitarra, violão de 12 cordas
- Rick Davies – piano, sintetizadores Elka e Oberheim, órgão Hammond, clavinete Hohner com wah-wah, voz
- John Helliwell – saxofone alto, apito, voz, som de respiração na introdução
- Dougie Thomson – baixo
- Bob Siebenberg – bateria, castanholas, timbales, cowbell

## Versão da banda Scooter
A banda alemã de techno e hardcore techno, Scooter, lançou um single desta canção em 2001, intitulado "Ramp! (The Logical Song)"

### Desempenho nas Paradas Musicais
| Parada (2001-2002)                   | Maior Posição |
| ------------------------------------ | ------------- |
| (ARIA)                               | 1             |
| (Ö3 Austria Top 40)                  | 4             |
| (Tracklisten)                        | 10            |
| (Suomen virallinen lista)            | 11            |
| (SNEP)                               | 53            |
| (Official German Charts)             | 7             |
| (IRMA)                               | 1             |
| (VG-lista)                           | 1             |
| (Recorded Music NZ)                  | 32            |
| (Romanian Top 100)                   | 8             |
| (Sverigetopplistan)                  | 8             |
| (Schweizer Hitparade)                | 14            |
| UK Singles (Official Charts Company) | 2             |

| Ano  | Local       | Certificação | Vendagem  |
| ---- | ----------- | ------------ | --------- |
| 2002 | Austrália   | Platina      | 70,000 +  |
| 2002 | Reino Unido | ouro         | 400,000 + |
| 2003 | Noruega     | Platina      | 30,000 +  |